# Lifestyle Holidays Vacation Club
Lifestyle Holidays Vacation Club és un dels complexos turístics més grans de la República Dominicana. L'oficina principal es troba a Puerto Plata. Markus Wischenbart és el propietari i president de la companyia. L'empresa compta amb uns 5.000 empleats.
Lifestyle Holidays Vacation Club es va fundar el 2002. La pertinença VIP es va llançar més tard. Funciona a la indústria turística i de viatges. Els resorts estan disponibles per als membres del Club. El 2012, el Club va celebrar un concert de LMFAO i el 2016 amb Ricky Martin i el Procigar Festival. El 2017, la companyia va rebre 21 premis de l'empresa RCI. El 2018, el Club va rebre els premis Perspective Magazine pel millor disseny exterior. L'empresa compta amb 6 clubs de vacances a Puerto Plata, Cabarete, Punta Cana, Samana, Bayahibe i Boca Chica a la República Dominicana. A més, hi ha 2 complexos turístics a Cancún, Mèxic i Dubai, Emirats Àrabs Units.